# 劉士蘭
劉士蘭，生卒不詳，字奎瞻，河南羅山縣人，清朝初官员。

## 生平
明萬曆四十六年（1618年）舉戊午科河南鄉試，清順治三年（1646年），登進士。知山東肥城縣，升刑部主事。累官山东東昌府知府。順治十三年（1656年）三月，改任陝西按察使司副使，驛傳兵備道。順治十六年五月，升任通政使司右通政。順治十七年正月，轉為左通政。同年三月，致仕。